# Nouvelle-France (film)
Pour les articles homonymes, voir Nouvelle-France (homonymie).
Pour plus de détails, voir Fiche technique et Distribution.
Nouvelle-France est un film canado-franco-britannique réalisé par Jean Beaudin sorti en 2004.
L'histoire s'inspire très librement d'un fait divers survenu en 1763 dans les premières années de l'occupation militaire britannique, l'affaire de « la Corriveau ».

## Synopsis
Au milieu du XVIIIe siècle alors que les Français et les Anglais se disputent le contrôle du Canada, une paysanne et un trappeur ont une relation épique.

## Fiche technique
- Titre original : Nouvelle-France
- Titre anglais : Battle of the Brave
- Réalisation : Jean Beaudin
- Scénario : Pierre Billon
- Musique : Patrick Doyle
- Direction artistique : Emmanuel Fréchette, Pierre-Yves Dupuis, Michel Clément
- Conception visuelle : Jean-Baptiste Tard
- Costumes : François Barbeau
- Maquillage : Kathryn Casault
- Coiffure : Marie-France Cardinal
- Photographie : Louis de Ernsted
- Son : Claude La Haye, Colin Miller, Adrian Rhodes
- Montage : Jean-François Bergeron
- Production : Richard Goudreau, Robert Sidaway (en), Samuel Hadida
- Sociétés de production : Lions Gate Entertainment, Melenny Productions, UKFS et Davis Films (en)
- Sociétés de distribution : Christal Films (Canada), Lions Gate Entertainment (Royaume-Uni), Metropolitan Filmexport (France)
- Budget : 33 millions de dollars[1]
- Pays d'origine :  Canada
- Langue originale : français
- Format : couleur — 35 mm — format d'image : 1,85:1 — son Dolby numérique
- Genre : drame drame psychologique
- Durée : 145 minutes
- Dates de sortie :
  - Canada : 15 novembre 2004 (première à la Place des Arts de Montréal)[2]
  - Canada : 19 novembre 2004 (sortie en salle au Québec)
  - France : 20 juillet 2005
  - Canada : 25 septembre 2005 (Festival international du film Cinéfest Sudbury (en))
  - Canada : 11 octobre 2005 (DVD)

## Distribution
- Noémie Godin-Vigneau : Marie-Loup Carignan
- David La Haye : François Le Gardeur
- Juliette Gosselin : la jeune France Carignan
- Sébastien Huberdeau : Xavier Maillard, capitaine dans la milice et scribe pour les anglais plus tard
- Gérard Depardieu : le curé Blondeau
- Bianca Gervais : Acoona
- Irène Jacob : Angélique de Roquebrune
- Pierre Lebeau : Joseph Carignan, meunier et père de Marie-Loup
- Vincent Perez : l'intendant François Bigot
- Isabel Richer : France Carignan
- Johanne Marie Tremblay : Madeleine Carignan
- Tim Roth : William Pitt
- Jason Isaacs : le Major-Général James Wolfe
- Colm Meaney : Benjamin Franklin
- William Merasty (en) : Owashak
- Monique Mercure : Hortense
- David Troughton (en) : général anglais
- Michael Maloney : le gouverneur James Murray
- Benoît Dagenais : Le Joufflu
- Bénédicte Décary : courtisane
- Philippe Dormoy : Voltaire
- Patrick Goyette : capitaine Tremblay
- Roc LaFortune : le sergent Lavigueur
- Louise Laparé : Mère Marthe-de-la-Passion
- Paul Savoie : le gouverneur Vaudreuil
- Alexander Bisping : le major Goodwin
- Jean-Louis Roux : Jean-Baptiste, serviteur du père de François
- Micky Sébastian : la marquise de Pompadour
- Johanne Fontaine : 1re commère avec Hortense
- Marie-Hélène Montpetit : 2e commère avec Hortense

## Chanson-thème

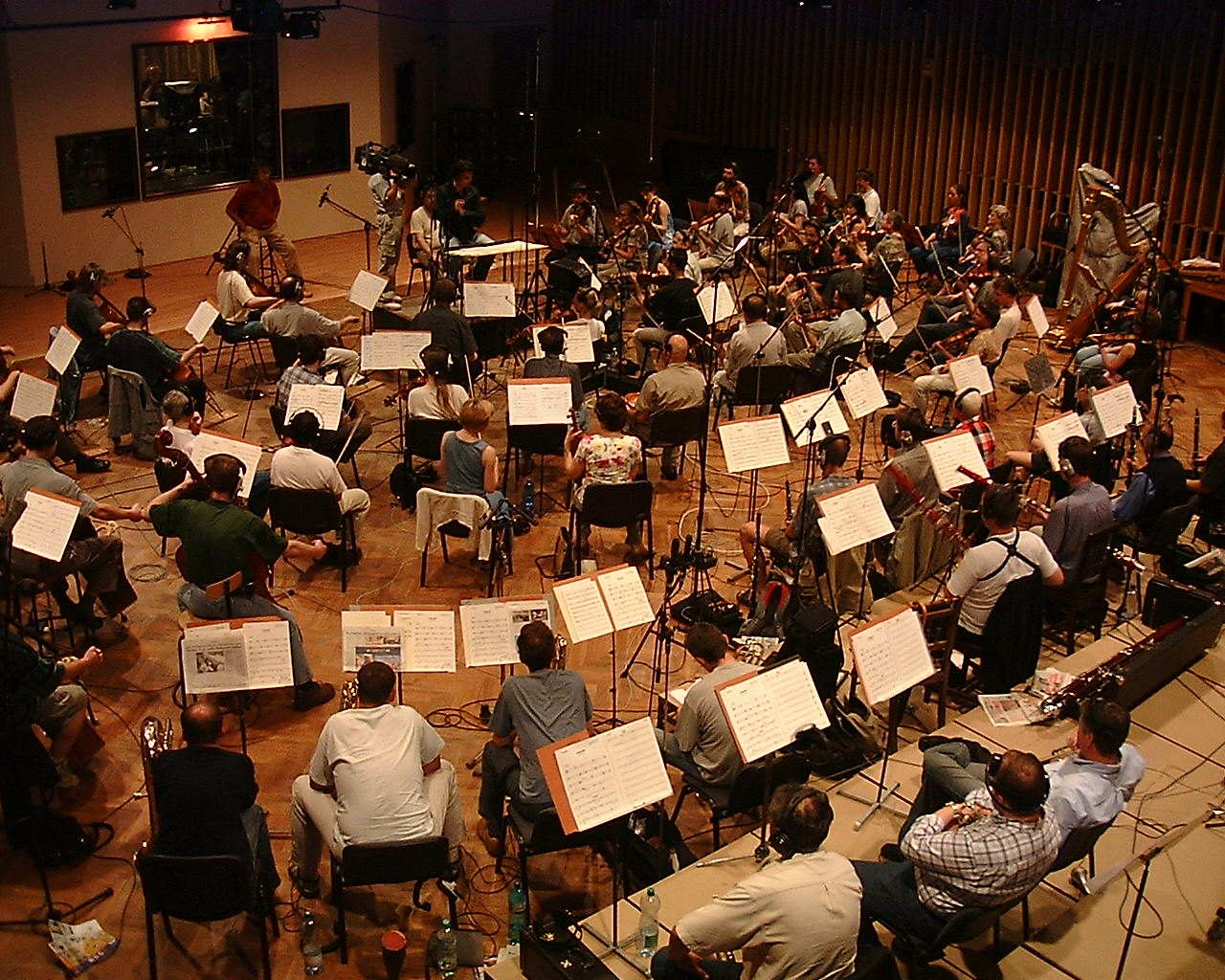
Session d'enregistrement de la musique du film à Prague en juin 2004

Ma Nouvelle-France, la chanson-thème est interprétée par Céline Dion. Les paroles sont de Luc Plamondon sur une musique de Patrick Doyle.

## Autour du film
Le film a été tourné du 3 septembre à décembre 2003 :
- à Québec et dans la province de Québec : à Tadoussac, à Cap Tourmente, à Harrington Harbour, à Rawdon, à L'Île-d'Orléans et à Montréal (en studio)
- en Nouvelle Ecosse, dans la forteresse de Louisbourg
- en Angleterre
- en France au Château de Villette